# Gonçalo Mendes de Vasconcelos, o Moço
Gonçalo Mendes de Vasconcelos, o Moço (1360 -?) foi um cavaleiro medieval do Reino de Portugal e Fidalgo da Casa Real.

## Relações familiares
Foi filho de Martim Mendes de Vasconcelos (1330 -?) e de Inês Martins de Alvarenga (1340 -?) filha de Martim Pires de Alvarenga (1270 -?) e de Inês Pais de Valadares (1300 -?) Casou com Maria Anes de Balazães (1400 -?)), de quem teve:
1. Martim Gonçalves de Vasconcelos, o Velho, comendador de Almada,
2. Guiomar Mendes de Vasconcelos (c. 1420 -?) casou com Gonçalo Gil da Veiga, Senhor do concelho de Gouveia de Riba-Tâmega,
3. Leonor de Vasconcelos (c. 1430 -?) casou com Luís Vaz Cardoso (1430 -?), 7.º Senhor da Honra de Cardoso e filho de Vasco Pais Cardoso (1400 -?), alcaide-mór do Castelo de Trancoso) e de Brites Anes do Amaral (1410 -?).